# Marc Hynes
Marc Hynes (Guildford, 26 de fevereiro de 1978) é um piloto inglês de automobilismo. Foi campeão da Fórmula 3 Inglesa em 1999, pilotando para a Manor Motorsport. Ele também testou na equipe de Fórmula 1 British American Racing (BAR).
Hynes também trabalhou como treinador de piloto para a sua antiga equipe Manor Motorsport. E, posteriormente, como chefe de desenvolvimento de pilotos na Marussia F1 Team, equipe de Fórmula 1 originada a partir da Manor Motorsport.